# Level X
Level X was de naam van een spelprogramma voor jongeren tussen 10 en 12 jaar oud op Ketnet. Het programma startte in januari 2002 en was tot 2006 op de buis. De quizmaster was Henk Vermeulen.

## Onderverdeling van het programma
De vragen gingen niet over schoolse kennis (aardrijkskunde, geschiedenis, rekenen, taal), maar waren vooral doe-vragen waar de kandidaten veel fantasie en durf voor nodig hadden. Er waren o.a. de rubrieken:
- De Hobby van Boer Robby (een filmpje van boer Robby (gespeeld door Wim Opbrouck), waarbij de kandidaat het woord moest raden dat hij uitsprak, maar niet te horen was door een voorbijrijdende trein tijdens zijn filmpje)
- De Tongtwister
- De SMS-vraag
- Finale: Het Smoelenspel

In die finale werd het gezicht van de verliezers op een groot touchscreen gezet (een videowall van 12 schermen dat 3 meter breed en 1,70 meter hoog was), onderverdeeld in 9 puzzelstukken en door elkaar geschud. Door de puzzelstukken beurtelings aan te raken, kon de kandidaat de puzzel weer goed zetten en als het hem of haar dat in een bepaalde tijd lukte, won die persoon naast de trofee een webpagina. Daarbij kregen alle kandidaten op het einde een pet en T-shirt van Level X.